# Kodoli
Kodoli è una suddivisione dell'India, classificata come census town, di 16.411 abitanti, situata nel distretto di Satara, nello stato federato del Maharashtra. In base al numero di abitanti la città rientra nella classe IV (da 10.000 a 19.999 persone).

## Geografia fisica
La città è situata a 16° 52' 60 N e 74° 12' 0 E e ha un'altitudine di 547 m s.l.m..

## Società

### Evoluzione demografica
Al censimento del 2001 la popolazione di Kodoli assommava a 16.411 persone, delle quali 8.620 maschi e 7.791 femmine. I bambini di età inferiore o uguale ai sei anni assommavano a 2.049, dei quali 1.073 maschi e 976 femmine. Infine, coloro che erano in grado di saper almeno leggere e scrivere erano 13.198, dei quali 7.251 maschi e 5.947 femmine.